# Istituto per la salute e la protezione dei consumatori
L'Istituto per la salute e la protezione dei consumatori (IHCP, dall'inglese Institute for Health and Consumer Protection) è uno dei sette istituti del Centro comune di ricerca (JRC), una direzione generale della Commissione europea. Ha sede a Ispra, in Italia.
L'Istituto per la salute e la protezione dei consumatori fornisce il supporto scientifico allo sviluppo e attuazione delle politiche dell'Unione europea riguardanti la salute e protezione dei consumatori. L'istituto svolge attività di ricerca per migliorare la comprensione dei rischi potenziali per la salute derivanti dalle sostanze chimiche, biocidi, organismi geneticamente modificati, contaminanti rilasciati da materiali con cui gli alimenti vengono a contatto e da prodotti di consumo.